# Handnesøya
Handnesøya, é uma ilha do município de Nesna em Nordland, Noruega. A ilha tem 34,4 km2 e fica entra as ilhas Tomma, Huggla e o continente, bem como próximo do Fiorde Sjona. a ilha tem uma área montanhosa muito estreita e uma área plana nos lados Leste e Oeste, onde residem os moradores da ilha. Para se locomoverem de uma ilha a outra, os moradores utilizam uma balsa, que sai da vila Handnesneset, que fica na ponta sul da ilha. A capela da ilha Handnesøya está localizada na aldeia chamada Saura, no lado ocidental da ilha. O pico mais alto da ilha se chama Stokkatinden